# Coleophora eichleri
Coleophora eichleri é uma espécie de mariposa do gênero Coleophora pertencente à família Coleophoridae.